# Dack Rambo
Dack Rambo, pseudonimo di Norman Jay Rambeau (Delano, 13 novembre 1941 – Delano, 21 marzo 1994), è stato un attore statunitense.

## Carriera e biografia
Dopo aver esordito nel 1962 con un ruolo fisso nel programma televisivo The Loretta Young Show con Loretta Young, acquisì grande popolarità interpretando come protagonista la serie TV Il grande teatro del West, in onda dal 1967 al 1969, nella parte di Jeff Sonnett.
Negli anni ottanta la sua fama aumentò grazie al ruolo di Steve Jacobi nella soap opera La valle dei pini, che interpretò dal 1982 al 1983, e ottenne la celebrità internazionale grazie al ruolo di Jack Ewing, cugino di J.R. (Larry Hagman), nella celebre serie TV Dallas dal 1985 al 1987, per oltre cinquanta episodi.
Dopo l'impegno con Dallas terminato nel 1987, riuscì a risollevare la propria carriera grazie alla NBC, che lo volle nella soap opera Destini dal 1990 al 1991, nella quale interpretò la parte di Grant.
Tra 1984 e il 1990 recitò anche in diversi episodi de La signora in giallo con Angela Lansbury.
Tra le sue interpretazioni sul grande schermo, da ricordare Scusi, dov'è il fronte? (1970) con Jerry Lewis, Luna di miele fatale (1974) e Ricche e famose (1981), dove recitò con Jacqueline Bisset.
Malato di AIDS, Rambo morì il 21 marzo 1994. Dopo aver scoperto di aver contratto il virus dell'HIV nel 1991, ammise di essere bisessuale e, da quel momento fino alla sua morte, fu attivo nella campagna per l'informazione sull'AIDS.
Apparso talvolta nei titoli di coda come Dack Rambeau, aveva un fratello gemello, Dirk Rambo, anch'egli attore, morto nel 1967 in un incidente stradale.

## Filmografia

### Cinema
- Scusi, dov'è il fronte? (Which Way to the Front?), regia di Jerry Lewis (1970)
- Luna di miele fatale (Nightmare Honeymoon), regia di Elliot Silverstein (1974)
- Ricche e famose (Rich and Famous), regia di George Cukor (1981)
- Shades of Love: Lilac Dream, regia di Jim Kaufman, Marc F. Voizard (1987)
- The Spring, regia di John D. Patterson (1989)
- River of Diamonds, regia di Robert J. Smawley (1990)
- Ultra Warrior, regia di Augusto Tamayo San Román, Kevin Tent (1990)

### Televisione
- The New Loretta Young Show – serie TV, 26 episodi (1962-1963)
- Never Too Young – serie TV, 15 episodi (1966)
- Iron Horse – serie TV, un episodio (1967)
- Il grande teatro del west (The Guns of Will Sonnett) – serie TV, 50 episodi (1967-1969)
- Gunsmoke – serie TV, 3 episodi (1970-1971)
- River of Gold – film TV (1971)
- Un uomo per la città (The Man and the City) – serie TV, un episodio (1971)
- Cannon – serie TV, un episodio (1971)
- Difesa a oltranza (Owen Marshall, Counselor at Law) – serie TV, un episodio (1973)
- Dirty Sally – serie TV, 14 episodi (1974)
- Hit Lady – film TV (1974)
- Marcus Welby (Marcus Welby, M.D.) – serie TV, 2 episodi (1975)
- A tutte le auto della polizia (The Rookies) – serie TV, un episodio (1975)
- Good Against Evil – film TV (1977)
- Wonder Woman – serie TV, 2 episodi (1977)
- Tabitha – serie TV, un episodio (1977)
- A Double Life – film TV (1978)
- Sword of Justice – serie TV, 10 episodi (1978-1979)
- Waikiki – film TV (1980)
- Charlie's Angels – serie TV, un episodio (1980)
- House Calls – serie TV, un episodio (1981)
- La valle dei pini (All My Children) – serie TV, 7 episodi (1982-1983)
- The Mississippi – serie TV, un episodio (1984)
- Fantasilandia (Fantasy Island) – serie TV, 6 episodi (1978-1984)
- No Man's Land – film TV (1984)
- Il profumo del successo (Paper Dolls) – serie TV, 13 episodi (1984)
- Love Boat (The Love Boat) – serie TV, 3 episodi (1979-1986)
- Dallas – serie TV, 51 episodi (1985-1987)
- Hotel – serie TV, 3 episodi (1983-1987)
- Lonely Knights – film TV (1988)
- Hunter – serie TV, un episodio (1988)
- Autostop per il cielo (Highway to Heaven) – serie TV, episodio 5x06 (1989)
- La signora in giallo (Murder, She Wrote) - serie TV, episodi 1x01-4x02-6x15 (1984-1990)
- Destini (Another World) – serie TV, 14 episodi (1990-1992)

## Doppiatori italiani
Nelle versioni in italiano delle opere in cui ha recitato, Dack Rambo è stato doppiato da:
- Rodolfo Bianchi in Dallas, La signora in giallo (ep. 4x02)
- Manlio De Angelis in Charlie's Angels
- Oreste Baldini ne Il profumo del successo
- Oliviero Dinelli in La signora in giallo (ep. 1x01)
- Romano Malaspina in La signora in giallo (ep. 6x15)